# Coupe Georges Baptiste
La Coupe Georges Baptiste est un concours destiné aux professionnels de la restauration et des jeunes en écoles hôtelières et centres de formation professionnelle.
Ce concours annuel existe depuis 1961.
Depuis 1992, la coupe Georges Baptiste s’étend au niveau européen. Un concours regroupant une douzaine de pays se déroule chaque année dans un pays européen différent.
La coupe Georges Baptiste est aussi déclinée en version internationale; ce concours se déroule tous les 4 ans. Il est organisé à chaque session sur un continent différent.

## Déroulement de la coupe élèves
Seuls les élèves de Terminale CAP, première et terminale  BAC PRO et Bac STHR, ainsi que les 1ère année BP restaurant peuvent participer.
Chaque année, les lycées professionnels de chaque académie qui souhaitent participer envoient un ou deux élèves en finale académique de la coupe. Les deux premiers (voire les trois, tout dépend du nombre de candidats) sont qualifiés pour la finale nationale de la coupe Georges Baptiste.
En finale nationale, le vainqueur participe à la finale européenne (chaque année) et internationale (uniquement tous les 4 ans).

## Les épreuves de sélection dans les académies (concours élèves)
- une épreuve écrite qui portera sur la connaissance de 5 thèmes connus dès le mois de juin précédent le concours (durée 1h) coeff:4
- argumentation commerciale avec des notions d'anglais prise de commande (durée 15 min) coeff:4
- Un atelier dit technique (durée 15 min) coeff:2
- un atelier poisson (durée 15 min) coeff:2
- un atelier viande (durée 15 min) coeff:2
- un atelier analyse sensorielle d'un fromage et mise en valeur du produit, ou reconnaissance de fromages AOP (durée 10 min) coeff:2
- un atelier dessert(durée 15 min) coeff:2
- réalisations d'un cocktail contemporain pour 2 personnes par un choix de 3 cocktails (durée 10 min) coeff:2

Le ou la candidate qui aura obtenu le plus de points au cours des différentes épreuves sera reconnu lauréat de la coupe Georges Baptiste de l'année.

## Quelques lauréats et finalistes
- 1975 - Patrick Scicard, catégorie "élèves"
- 1995 - Bruno Féret, catégorie "élèves" (classement France)
- 1996 - Bruno Féret, catégorie "élèves" (classement Europe)
- 1998 - Philippe Standaert, catégorie "professionnels"
- 2001 - Gil Galasso, catégorie "professionnels"
- 2005 - Florent Martin, catégorie "élèves" (classement France et Europe)
- 2006 - Sébastien Cavailles, catégorie "professionnels"
- 2007 - Frédéric Kaiser, catégorie "professionnels"
- 2011 - Michael Bouvier, catégorie "professionnels"
- 2013 - Thomas Fefin, catégorie "professionnels"
- 2015 - Bertrand Chapel, catégorie « professionnels »
- 2016 - Simon Verger, catégorie « professionnels » et Christian Angelov, catégorie « élèves »
- 2017 - Nathanael Haury, catégorie « professionnels » et Charlotte Coole, catégorie « élèves »

- 2018  - Alicia Poupeney, catégorie « professionnels » et Dylan Van Maele, catégorie « élèves » - Classement Europe : Nathanael Haury, France, catégorie « professionnels »

- 2019 - Pauline Gachet, catégorie professionnels et Yanis Chaux, catégorie élèves
- 2022 - Nicolas Marais, catégorie « professionnels »

## Les parrains
- 1994 - Jean Frambourt - Sommelier
- 1995 - Patrick Sicard, Lenôtre
- 1996 - Joël Minot, Fouquet's
- 1997 - Patrick Perruchas, Grand Véfour
- 1998 - Jean-Jacques Caimant, Closerie des Lilas
- 1999 - Pierre Alcorta, Taverne Basque
- 2000 - Régis Bulot, président de Relais & Châteaux
- 2001 - Jean-Frantz Taittinger,  Groupe Envergure
- 2002 - Dominique Desseigne, groupe Lucien Barrière
- 2003 - Jean-Claude Vrinat, Taillevent
- 2004 - Jean-Paul Bucher, groupe Flo
- 2005 - Gérard Pélisson, groupe Accor
- 2006 - Jean-Michel Deluc, association des sommeliers d'Île-de-France
- 2007 - Didier Le Calvez, Four Seasons Hôtel George-V
- 2008 - Jaumes Tapies, président de Relais & Châteaux
- 2009 - Dominique Loiseau, groupe Loiseau
- 2010 - Jean-Louis Souman, le Bristol
- 2011 - Bernard Granier, Groupe Concorde
- 2012 - Gérard Claudel, Best Western
- 2013 - Éric Prévotel, Saint Clair Le Traiteur
- 2014 - Pierre Bord, Negresco, Nice
- 2015 - Jean Lavergne, société européenne d'hôtellerie
- 2016 - Céline Falco, vice-présidente et fondatrice de Paris Inn Group
- 2017 - David Sinapian, président des Grandes Tables du Monde, président directeur général du Groupe PIC
- 2018 - Willy et Garry Dorr, président et fondateur du Groupe Dorr Paris
- 2019 - Myriam Pariente, présidente directrice générale du groupe Haviland